# سیارک ۱۲۱۶۰
سیارک ۱۲۱۶۰ (به انگلیسی: 12160 Karelwakker، نامگذاری:1152T-2)۱۲۱۶۰مین سیارک کشف شده‌است که در ۲۹ سپتامبر ۱۹۷۳ کشف شد.